# Han Chongdi
Kaiser Chong von Han (chinesisch 漢沖帝 / 汉冲帝, Pinyin Hàn Chōngdì, W.-G. Han Ch'ung-ti, * 143; † 145) war ein Kaiser der Han-Dynastie und der achte Herrscher der Östlichen Han-Dynastie.
Kaiser Chong war der einzige Sohn von Kaiser Shun. Er bestieg den Thron im Alter von nur einem Jahr und herrschte weniger als sechs Monate. Unter seiner Regierung befassten sich die Kaiserinmutter Liang Na und ihr Bruder Liang Ji mit den Staatsgeschäften. Obwohl die Kaiserinmutter offen und verlässlich auftrat, vertraute sie ihrem bestechlichen Bruder zu sehr. Die Landbewohner mussten unter der Korruption ihrer Regierung sehr leiden.
Kaiser Chong starb 145 im dritten Lebensjahr.

## Familiärer Hintergrund
Der damalige Prinz Liu Bing war ein Sohn des Kaisers Shun und seiner Konkubine Yu. Über seine Mutter ist nur bekannt, dass sie im Alter von zwölf Jahren in den Palast kam, und dass sie auch Prinzessin Sheng, die Schwester von Liu Bing, gebar. Der Prinz war der einzige Sohn des Kaisers.
Im Jahre 144, als seine Gesundheit schwand, ernannte Kaiser Shun Liu Bing zum Kronprinzen. Kaum vier Monate später starb er, und Liu Bing bestieg den Thron als Kaiser Chong.

## Kurze Regierung
Weil Kaiser Chong noch ein Säugling war, diente ihm Kaiserinmutter Liang Na als Regentin. Sie war zwar einigermaßen fleißig und Vorschlägen gegenüber offen, aber ihr schwerster Fehler war das Vertrauen in ihren korrupten und brutalen Bruder Liang Ji (梁冀), den mächtigsten Beamten in der Verwaltung. Er hatte schon unter Kaiser Shun diese Stellung eingenommen, aber unter Kaiser Chong konnte er sie ungestraft missbrauchen. Als der junge und fähige Beamte Huangfu Gui (皇甫規) ihn und seinen Bruder Liang Buyi (梁不疑) in verschlüsselten Worten bat, gehorsamer zu sein und sparsamer zu leben, entfernte Liang Ji ihn von seinem Posten und versuchte mehrmals, ihn zu verleumden.
Unter der Regierung Kaiser Chongs wurden die ländlichen Revolten, die schon seit der Regierung seines Vaters schwelten, zu einem ernsten Problem. Sogar die Ruhestätte des Kaisers wurde von Banditen aufgegraben.
Im Frühjahr 145 starb Kaiser Chong. Liang Na wollte seinen Tod zunächst geheim halten, bis sie einen Nachfolger gefunden hatte, aber auf Anraten des Beamten Li Gu (李固) tat sie das moralisch Richtige und verkündete den Tod des Kaisers.
Kaiser Chong wurde im Grabkomplex seines Vaters bestattet, um Kosten zu sparen. Lange nach seinem Tode (175) zeichnete Kaiser Ling seine Mutter, Konkubine Yu, mit einem höheren Konkubinentitel aus (貴人, Guiren), als sie vorher gehabt hatte (美人, Meiren). Damit würdigte er ihren Stand als leibliche Mutter des Kaisers.

## Äraname
- Yōngxī (永熹) 145

| Vorgänger | Amt                      | Nachfolger |
| --------- | ------------------------ | ---------- |
| Shun      | Kaiser von China 144–145 | Zhi        |

| Personendaten    | Personendaten |
| ---------------- | --- |
| NAME             | Han Chongdi |
| ALTERNATIVNAMEN  | Hàn Chōngdì; Han Ch'ung-ti; Chong von Han; 漢沖帝 (traditionelles Chinesisch); 汉冲帝 (vereinfachtes Chinesisch) |
| KURZBESCHREIBUNG | chinesischer Kaiser der Han-Dynastie                                                                             |
| GEBURTSDATUM     | 143 |
| STERBEDATUM      | 145 |